# کارخانه آردسازی آراکلیان
کارخانه آردسازی آراکلیان مربوط به دوره پهلوی است و در شهرستان تبریز، بخش مرکزی، بلوار ۲۲ بهمن واقع شده و این اثر در تاریخ ۱۳۹۹/۲/۳۰ با شمارهٔ ثبت ۳۲۹۲۲ به‌عنوان یکی از آثار ملی ایران به ثبت رسیده‌است.